# Sumpf-Veilchen
Das Sumpf-Veilchen (Viola palustris) ist eine Pflanzenart aus der Gattung Veilchen (Viola) innerhalb der Familie der Veilchengewächse (Violaceae).

## Beschreibung

Zygomorphe, blasslila Blüte

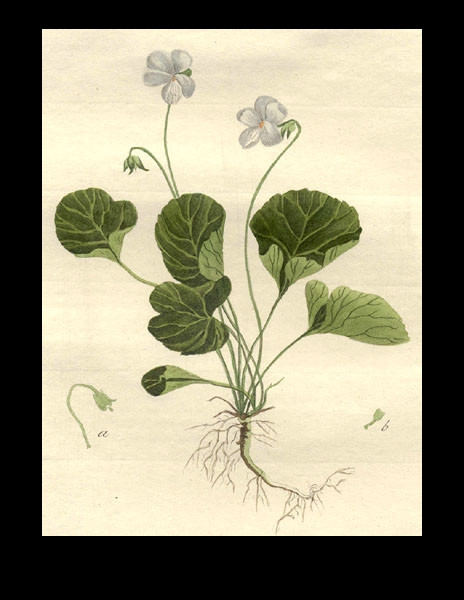
Illustration

### Vegetative Merkmale
Das Sumpf-Veilchen ist eine ausdauernde krautige Pflanze, die Wuchshöhen von 3 bis 10 Zentimetern erreicht. Ein oberirdischer Stängel fehlt. Die Grundblätter sind in Blattstiel und -spreite gegliedert. Die 1 bis 5 Zentimeter langen Stiele sind selten am oberen Ende leicht geflügelt. Die einfache Blattspreite ist bei einer Länge von 2 bis 5 Zentimetern sowie einer Breite von 2,5 bis 5,5 Zentimetern rundlich bis nierenförmig. Die Blattspreite ist kahl, am Rand gekerbt bis gezähnt und von hellgrüner Farbe. Oft sind die Laubblätter längs eingerollt, mit an der Unterseite deutlich sichtbaren Adern. Die Nebenblätter sind etwa ¼ so lang wie der Blattstiel des zugehörigen Laubblattes. Sie sind oft häutig-weiß mit sehr kurzen Fransen am Rand.

### Generative Merkmale
Die Blütezeit liegt im Mai oder Juni. Die Blüten befinden sich einzeln in den Achseln der Grundblätter auf 4 bis 10 Zentimeter langen Blütenstielen. Jede Grundblattrosette entwickelt ein bis Stiele. Die zwittrigen Blüten sind bei einer Breite von bis zu 1,5 Zentimetern zygomorph und fünfzählig mit doppelter Blütenhülle. Die Kelchblätter sind eiförmig mit kurzen rundlichen Anhängseln. Die Grundfarbe der Blütenkrone ist blasslila. Die seitlichen Kronblätter sind schräg abwärts gerichtet und am Grund kleinflächig bärtig. Das unterste Kronblatt ist dunkelviolett geadert. Der Sporn ist 3 bis 5 Millimeter lang. Gelegentlich treten neben Exemplare mit blasslila Blütenkronen auch vereinzelt echt albiotische weiße Exemplare auf, hieraus lassen sich aber keine Varietäten ableiten.
Die Kapselfrucht ist dreifach gefurcht. Der Samen ist dunkelbraun.
Die Chromosomenzahl beträgt 2n = 48.

## Vorkommen
Das Sumpf-Veilchen kommt in den westlichen sowie nordöstlichen Vereinigten Staaten, in Kanada, in Europa, auf den Azoren und in Marokko vor.
Das Sumpf-Veilchen gedeiht in Mitteleuropa meist auf nassen, sauren, humusreichen, nährstoffarmen, sandig-torfigen oder torfig-lehmigen Böden. Das Sumpf-Veilchen besiedelt in Mitteleuropa oft Flach- und Hochmoore, Quellhorizonte und Verlandungsgebiete von Seen. Das Sumpf-Veilchen hat keine Vorkommen in Kalkgebieten. In den Allgäuer Alpen steigt es in Bayern am Südwesthang des Riedberger Horns bis zu einer Höhenlage von 1700 Metern auf. Am Schwarzsee bei Zermatt steigt es bis 2558 Meter auf, in der Sierra Nevada in Spanien bis gegen 3000 Meter.
Das Sumpf-Veilchen ist in Mitteleuropa eine Charakterart des Verbands Caricion fuscae, kommt aber auch in Pflanzengesellschaften der Verbände Juncion acutiflori, Juncion squarrosi oder Alnion vor.
Die ökologischen Zeigerwerte nach Landolt et al. 2010 sind in der Schweiz: Feuchtezahl F = 4+w+ (nass aber stark wechselnd), Lichtzahl L = 3 (halbschattig), Reaktionszahl R = 1 (stark sauer), Temperaturzahl T = 3 (montan), Nährstoffzahl N = 1 (sehr nährstoffarm), Kontinentalitätszahl K = 2 (subozeanisch).
Der Bestand in Deutschland geht zurück, in Hessen wurde das Sumpf-Veilchen bereits in die Vorwarnliste aufgenommen.

## Ökologie
Das Sumpf-Veilchen wurzelt bis 15 Zentimeter tief. Die Grundachsen des Sumpf-Veilchens kriechen besonders in Torfmoosen (Sphagnum), seltener auch in Laubmoosrasen und bedecken oft größere Flächen.
Die Kapselfrüchte der kleistogamen Blüten sind kürzer und dicker als die der chasmogamen Blüten. Die Samenausbreitung erfolgt durch Ausschleudern; Elaiosome sind nicht ausgebildet.
Die Rostpilze Puccinia violae und Puccinia fergussonii wachsen auf den Blättern.

## Medizinischer Nutzen
Dem Sumpf-Veilchen, insbesondere seinen Samen, wird in Europa mindestens seit dem Mittelalter medizinischer Nutzen zugesprochen. In Indien und Nordpakistan wird die Pflanze traditionell als Arzneipflanze betrachtet. Die Pflanzenteile enthalten Salicylsäure, eine Tinktur oder ein Tee aus Sumpf-Veilchen kann bei verschiedenen Krankheiten verabreicht werden. Die Laubblätter sind reich an Vitamin C und A. Zudem wird dem Sumpf-Veilchen eine antibakterielle und antimycotische Wirkung nachgesagt.